# 강고 (신라)
강고(強固, ?~?)는 신라 경덕왕 때의 조각가이다.

## 생애
본피부에 살았으며 분황사의 약사여래 동불상을 제작하였다. 이 때가 바로 석굴암을 한창 만들때였으므로 그도 이 사업에 종사했을 것으로 보는 학자들이 많다.